# Mona Brorsson
Mona Brorsson (Eda, 28 marzo 1990) è un'ex biatleta svedese.

## Biografia
Ha esordito in Coppa del Mondo il 1º marzo 2013 a Oslo Holmenkollen (71ª in sprint) e ai Campionati mondiali a Kontiolhati 2015 (28ª nella sprint, 38ª nell'inseguimento, 23ª nell'individuale, 8ª nella staffetta e 16ª nella staffetta mista).
Ai Mondiali di Oslo Holmenkollen 2016 è stata 6ª nella sprint, 39ª nell'inseguimento, 29ª nell'individuale, 28ª nella partenza in linea, 10ª nella staffetta e 12ª nella staffetta mista, mentre nella successiva rassegna iridata di Hochfilzen 2017 si è piazzata 56ª nella sprint, 46ª nell'inseguimento, 44ª nell'individuale e 6ª nella staffetta. Il 7 gennaio 2018 a Oberhof ha ottenuto il primo podio in Coppa del Mondo (3ª in staffetta). Ai XXIII Giochi olimpici invernali di Pyeongchang 2018, suo esordio olimpico, ha vinto la medaglia d'argento nella staffetta e si è classificata 27ª nella sprint, 10ª nell'inseguimento, 14ª nell'individuale, 13ª nella partenza in linea e 11ª nella staffetta mista.
L'anno dopo ai mondiali di Östersund 2019 ha conquistato la sua prima medaglia iridata (argento nella staffetta) e si è posizionata 5ª nella sprint, 7ª nell'inseguimento, 6ª nell'individuale e 14ª nella partenza in linea; a quelli di Anterselva 2020 invece è giunta 33ª nella sprint, 29ª nell'inseguimento, 18ª nell'individuale e 5ª nella staffetta. Il 5 dicembre 2020 in staffetta a Kontiolahti ha ottenuto la prima vittoria in Coppa del Mondo, ai seguenti mondiali di Pokljuka 2021 è stata 58ª nella sprint e 53ª nell'inseguimento. Il 21 gennaio 2022 ad Anterselva ha invece conquistato il primo podio individuale in Coppa del Mondo (3ª in individuale); successivamente ha preso parte ai XXIV Giochi olimpici invernali di Pechino 2022 nei quali ha vinto la medaglia d'oro nella staffetta e si è piazzata 12ª nell'individuale e 21ª nella partenza in linea. Ai Mondiali di Oberhof 2023 è stata 22ª nella sprint, 15ª nell'inseguimento, 21ª nella partenza in linea e 29ª nell'individuale e a quelli di Nové Město na Moravě 2024 si è classificata 38ª nella sprint, 39ª nell'inseguimento, 9ª nell'individuale e 21ª nella partenza in linea. Si è ritirata dalle competizioni nel marzo 2024.

## Palmarès

### Olimpiadi
- 2 medaglie:
  - 1 oro (staffetta a Pechino 2022)
  - 1 argento (staffetta a Pyeongchang 2018)

### Mondiali
- 1 medaglia:
  - 1 argento (staffetta[2] a Östersund 2019)

### Europei
- 3 medaglie:
  - 3 ori (inseguimento a Nové Město na Moravě 2014; sprint, staffetta mista a Minsk-Raubichi 2019)

### Coppa del Mondo
- Miglior piazzamento in classifica generale: 14ª nel 2024
- 18 podi (2 individuali, 16 a squadre), oltre a quello conquistato in sede iridata e valido per la Coppa del Mondo:
  - 2 vittorie (a squadre)
  - 7 secondi posti (1 individuale, 6 a squadre)
  - 9 terzi posti (1 individuale, 8 a squadre)

#### Coppa del Mondo - vittorie
| Data            | Località             | Nazione   | Specialità                                             |
| --------------- | -------------------- | --------- | ------------------------------------------------------ |
| 5 dicembre 2020 | Kontiolahti          | Finlandia | RL (con Johanna Skottheim, Elvira Öberg e Hanna Öberg) |
| 4 marzo 2021    | Nové Město na Moravě | Rep. Ceca | RL (con Hanna Öberg, Linn Persson e Elvira Öberg)      |

Legenda:

RL = staffetta